# Pavlia
Pavlia  este un oraș în Grecia în Prefectura Arcadia.